# Kasteel van Le Vaudroc
Het Kasteel van Le Vaudroc (Frans: Château du Vaudroc) is een kasteel in de Franse gemeente Limpiville. Het kasteel is een beschermd historisch monument sinds 1931.